# Walton Casuals FC
Walton Casuals FC (celým názvem: Walton Casuals Football Club) je anglický fotbalový klub, který sídlí ve městě Walton-on-Thames v nemetropolitním hrabství Surrey. Založen byl v roce 1948. Od sezóny 2018/19 hraje v Southern Football League Premier Division South (7. nejvyšší soutěž). Klubové barvy jsou oranžová, černá a bílá.
Své domácí zápasy odehrává na stadionu Elmbridge Sports Hub s kapacitou 2 500 diváků.

## Úspěchy v domácích pohárech
Zdroj: 
- FA Cup
  - 3. předkolo: 2009/10, 2016/17
- FA Trophy
  - 2. předkolo: 2006/07
- FA Vase
  - 1. kolo: 1999/00, 2000/01, 2002/03

## Umístění v jednotlivých sezonách
Stručný přehled
Zdroj: 
- 1992–1995: Surrey County Premier League
- 1995–2003: Combined Counties League
- 2003–2005: Combined Counties League (Premier Division)
- 2005–2006: Isthmian League (Division One)
- 2006–2018: Isthmian League (Division One South)
- 2018– : Southern Football League (Premier Division South)

Jednotlivé ročníky
Zdroj: 
Legenda: Z - zápasy, V - výhry, R - remízy, P - porážky, VG - vstřelené góly, OG - obdržené góly, +/- - rozdíl skóre, B - body, červené podbarvení - sestup, zelené podbarvení - postup, fialové podbarvení - reorganizace, změna skupiny či soutěže
| Sezóny  | Liga                                              | Úroveň | Z  | V  | R  | P  | VG | OG | +/- | B  | Pozice |
| ------- | ------------------------------------------------- | ------ | -- | -- | -- | -- | -- | -- | --- | -- | ------ |
| 2009/10 | Isthmian League (Division One South)              | 8      | 42 | 8  | 10 | 24 | 41 | 66 | -25 | 34 | 21.    |
| 2010/11 | Isthmian League (Division One South)              | 8      | 42 | 15 | 8  | 19 | 65 | 71 | -6  | 53 | 12.    |
| 2011/12 | Isthmian League (Division One South)              | 8      | 40 | 12 | 6  | 22 | 51 | 74 | -23 | 42 | 15.    |
| 2012/13 | Isthmian League (Division One South)              | 8      | 42 | 9  | 10 | 23 | 50 | 90 | -40 | 37 | 22.    |
| 2013/14 | Isthmian League (Division One South)              | 8      | 46 | 22 | 4  | 20 | 90 | 94 | -4  | 70 | 9.     |
| 2014/15 | Isthmian League (Division One South)              | 8      | 46 | 16 | 5  | 25 | 62 | 94 | -32 | 53 | 18.    |
| 2015/16 | Isthmian League (Division One South)              | 8      | 46 | 18 | 6  | 22 | 74 | 85 | -11 | 60 | 16.    |
| 2016/17 | Isthmian League (Division One South)              | 8      | 46 | 19 | 8  | 19 | 98 | 99 | -1  | 65 | 13.    |
| 2017/18 | Isthmian League (Division One South)              | 8      | 46 | 25 | 11 | 10 | 98 | 52 | +46 | 86 | 6.     |
| 2018/19 | Southern Football League (Premier Division South) | 7      | 42 |    |    |    |    |    |     |    |        |